# Alan E. Kazdin
Edward Alan Kazdin (nacido el 24 de enero de 1945) es profesor de Psicología y Psiquiatría infantil en el Instituto de Ciencias Políticas y Sociales en la Universidad de Yale, y el director del Centro y Clínica Yale de Conducta Infantil para padres. En el 2008 fue el presidente de la Asociación Americana de Psicología.

## Biografía
El trabajo del Dr. Kazdin se centra principalmente en trastornos de niños y adolescentes, terapia de comportamiento, y la metodología clínica, con más de 800 artículos, incluyendo 540 libros publicados en estas áreas. Se ha desempeñado como editor asociado de la Annual Review of Psychology, editor en jefe de la serie de libros de Psicología de Yale University Press así como de Terapia del Comportamiento, Evaluación Psicológica , Diario de Consultoría y Psicología Clínica y de Psicología Clínica: Ciencia y Práctica actual. También fue director de la revista Psychological Science y editor en jefe de la Enciclopedia de la Asociación Americana de Psicología.
Kazdin recibió su título de licenciatura de la Universidad de San Jose, y su Doctorado en Psicología Clínica en la Universidad Northwestern. Él trabajó en la facultad de la Universidad de Northwestern, Universidad Estatal de Pensilvania y en la Escuela de la Universidad de Pittsburgh de medicina, antes de ser designado al Departamento de la Universidad de Yale de la Psicología y el Centro de Estudios sobre el Niño en 1989.  Fue honorado como Profesor Sterling en Yale en 2015.

## Selección de publicaciones
- Kazdin, AE (2005). Gestión de capacitación de los padres: El tratamiento de la conducta de oposición, agresividad y antisocial en niños y adolescentes. Nueva York: Oxford University Press.
- Kazdin, AE, Marciano, PL, y Whitley, M. (2005). La alianza terapéutica en el tratamiento cognitivo-conductual de los niños referidos a la conducta de oposición, agresivo y antisocial. Diario de Consultoría y Psicología Clínica, 73, 726-730.
- Kazdin, AE (2006). Métrica arbitraria: Implicaciones para la identificación de los tratamientos basados en la evidencia. American Psychologist, 61, 42-49.
- De Los Reyes, A., y Kazdin, AE (2006). La conceptualización de los cambios en el comportamiento en la investigación de la intervención: la gama de modelos posibles cambios. Psychological Review, 113, 554-583.
- Kazdin, AE, y Whitley, MK (2006). Comorbilidad, complejidad del caso, y los efectos del tratamiento basado en la evidencia para los niños se refiere por su comportamiento problemático. Diario de Consultoría y Psicología Clínica, 74, 455-467.